# Ett hus åt Mr Biswas
Ett hus åt Mr Biswas, på originalspråket engelska A House for Mr Biswas, är en roman från 1961 av författaren V.S. Naipaul, och var författarens första stora världsvida genombrott. 
Boken handlar om Mr Mohun Biswas, en indo-trinidadier som kontinuerligt kämpar för framgång men som oftast misslyckas, och som gifter in sig i familjen Tulsi, av vilka han känner sig dominerad, vilket får honom att kämpa för målet att äga ett eget hus. Med vissa element från Naipauls far är verket huvudsakligen en skarpskriven skildring av ett liv ur ett postkolonialt perspektiv för att beskåda en försvunnen kolonial värld.